# SVB Tweede Divisie
La SVB Tweede Divisie hasta la temporada 207-18 llamada SVB-Eerste Klasse, desde 2024 es la Tercera División de Surinam por debajo de la SVB Eerste Divisie y encima de la SVB Lidbondentoernooi, esta dirigida por la Surinaamse Voetbal Bond, su fundación fue el año de 1956 y la primera edición fue la de 1956.
Actualmente participan 10 equipos, usan el sistema de todos contra todos, con 2 ruedas, totalizando 18 jornadas.
El equipo campeón y el subcampeón ascienden a la Hoofdklasse, mientras que los 2 últimos descienden a la SVB Lidbondentoernooi.

## Historia
La Eerste Klasse se fundó en el año 1956, su primera temporada fue la 1956; donde el primer campeón fue SV Coronie Boys y el actual campeón es Happy Boys de la temporada 2018-19.

## Participantes 2023
- ACoconut FC
- Happy Boys
- Junior FC
- Real Moengotapoe
- Sea Boys
- SV Botopasi
- SV Kamel Dewaker
- SV Sophia
- SV Sunny Point
- Tahitie FC

## Palmarés
| Temporada | Campeón                 | Subcampeón              |
| --------- | ----------------------- | ----------------------- |
| 1956      | SV Coronie Boys         | SV Río                  |
| 1957-58   | SV Coronie Boys         | SV Río                  |
| 1958      | SV Coronie Boys         | Be Quick FC             |
| 1959      | SV Río                  | FC NAKS                 |
| 1960      | De Ster                 | FC NAKS                 |
| 1961      | FC Uruguay              | SV Columbia             |
| 1962      | SNL                     | Náutico FC              |
| 1963-64   | SV Hercules             | FC Uruguay              |
| 1964      | SV Coronie Boys         | Orkaan JC               |
| 1965      | SV Barcelona            | Billinton SC            |
| 1966      | FC NAKS                 | Sonny Boys              |
| 1967      | SV Paramount            | Billinton SC            |
| 1968      | Funmakers FC            | Billinton SC            |
| 1969      | PVV                     | Billinton SC            |
| 1970      | SV Tuna                 | SV Jai Hing Nickerie    |
| 1971      | Funmakers FC            | Sonny Boys              |
| 1972      | No se disputó           |                         |
| 1973-74   | FC Shanti Del           | SV Indramaju            |
| 1974-75   | SV Santos               | SV Fortuna              |
| 1975-76   | SV Indramaju            | SNL                     |
| 1976-77   | SV Coronie Boys         | SNL                     |
| 1977-78   | SV Fortuna              | SV Paramount            |
| 1978-79   | SCSV Takdier Boys       | Sonny Boys              |
| 1979-80   | Paloeloe FC             | Sonny Boys              |
| 1980-81   | SV Paraguay             | Sonny Boys              |
| 1981-82   | Nacional Deva Boys      | Sonny Boys              |
| 1982-83   | SV Producers            | Sonny Boys              |
| 1983-84   | Nacional Deva Boys      | SV Jai Hing Nickiere    |
| 1984-85   | Paloeloe FC             | Sonny Boys              |
| 1985-86   | Inter Moengotapoe       | SV Producers            |
| 1986      | SV Kamal Dewaker        | SV Leo Victor           |
| 1987-88   | SCS Jai-Hind            | Sonny Boys              |
| 1988      | SV Voorwaarts           | SV Cosmos               |
| 1989-90   | SSCV De Rest            | Sonny Boys              |
| 1990-91   | MYOB FC                 | SV Coronie Boys         |
| 1991-92   | Nacional Deva Boys      | SV Santos               |
| 1992-93   | PVV                     | MYOB FC                 |
| 1993-94   | No se disputó           |                         |
| 1994-95   | SV Voorwaarts           | SV Kamal Dewaker        |
| 1995-96   | SCS Jai-Hind            | SV Csomos               |
| 1997      | SV Dego                 | SV Kamal Dewaker        |
| 1998-99   | No se disputó           |                         |
| 1999-00   | SCS Jai-Hind            | SV The Young Rhytmn     |
| 2000-01   | No se disputó           |                         |
| 2001-02   | SV Kamal Dewaker        | SCS Jai-Hind            |
| 2002-03   | SV The Young Rhytmn     | Super Red Eagles        |
| 2003-04   | SCS Randjiet Boys       | SCSV Takdier Boys       |
| 2004-05   | SCSV Bomastar           | SV Kamal Dewaker        |
| 2005-06   | SV Dego                 | SV Excelsior            |
| 2006-07   | SCS Randjiet Boys       | SNL                     |
| 2007-08   | SCSV Takdier Boys       | SV Excelsior            |
| 2008-09   | SV Jai Hanuman          | SV The Brothers         |
| 2009-10   | SV Kamal Dewaker        | SV Excelsior            |
| 2010-11   | SV Notch                | SCSV Takdier Boys       |
| 2011-12   | SNL                     | SCS Randjiet Boys       |
| 2012-13   | SCSV Takdier Boys       | SCSV Bomastar           |
| 2013-14   | SCSV Bomastar           | SV Botopasi             |
| 2014-15   | FC Inter Wanica         | SV Jong Rambaan         |
| 2015-16   | Nacional Deva Boys      | SV Voorwaarts           |
| 2016-17   | FC West United          | SV Papatam              |
| 2017-18   | ACoconut FC             | SV Broki                |
| 2018-19   | Happy Boys              | SCV Bintang Lair        |
| 2019-20   | Abandonada por COVID-19 | Abandonada por COVID-19 |
| 2021      | No se disputó           | No se disputó           |
| 2022      | PVV II                  | Flora FC                |

## Títulos por club
| Club                        | Campeón | Años campeón                 |
| --------------------------- | ------- | ---------------------------- |
| SV Coronie Boys             | 5       | 1956, 1957, 1958, 1964, 1977 |
| Nacional Deva Boys          | 4       | 1982, 1984, 1992, 2016       |
| SCS Jai-Hind                | 3       | 1988, 1996, 2000             |
| SV Kamal Dewaker            | 3       | 1987, 2002, 2010             |
| SCSV Takdier Boys           | 3       | 1979, 2008, 2013             |
| Funmakers FC                | 2       | 1968, 1971                   |
| Paloeloe FC                 | 2       | 1980, 1985                   |
| Politie Voetbal Vrienden    | 2       | 1969, 1993                   |
| SV Voorwarts                | 2       | 1989, 1995                   |
| SV Dego                     | 2       | 1997, 2006                   |
| SCS Randjiet Boys           | 2       | 2004, 2007                   |
| Surinaam National Leger     | 2       | 1962, 2012                   |
| SCSV Bomastar               | 2       | 2005, 2014                   |
| SV Río                      | 1       | 1959                         |
| De Ster                     | 1       | 1960                         |
| FC Uruguay                  | 1       | 1961                         |
| SV Hercules                 | 1       | 1963                         |
| SV Barcelona                | 1       | 1965                         |
| FC NAKS                     | 1       | 1966                         |
| SV Paramount                | 1       | 1967                         |
| SV Tuna                     | 1       | 1970                         |
| FC Shanti Del               | 1       | 1974                         |
| SV Santos                   | 1       | 1975                         |
| SV Indramaju                | 1       | 1976                         |
| SV Fortuna                  | 1       | 1978                         |
| SV Paraguay                 | 1       | 1981                         |
| SV Producers                | 1       | 1983                         |
| Inter Moengotapoe           | 1       | 1986                         |
| SSCV De Rest                | 1       | 1990                         |
| MYOB FC                     | 1       | 1991                         |
| SV The Young Rhytmn         | 1       | 2003                         |
| SV Jai Hanuman              | 1       | 2009                         |
| SV Notch                    | 1       | 2011                         |
| FC Inter Wanica             | 1       | 2015                         |
| FC West United              | 1       | 2017                         |
| ACoconut FC                 | 1       | 2018                         |
| Happy Boys                  | 1       | 2019                         |
| Politie Voetbal Vrienden II | 1       | 2022                         |